# Perissogorgia bythia
Perissogorgia bythia is een zachte koraalsoort uit de familie Primnoidae. De koraalsoort komt uit het geslacht Perissogorgia. Perissogorgia bythia werd in 1989 voor het eerst wetenschappelijk beschreven door Bayer & Stefani. 